# Košice Open 2014
Il Košice Open 2014 è stato un torneo di tennis facente parte della categoria ATP Challenger Tour nell'ambito dell'ATP Challenger Tour 2014. È stata la 12ª edizione del torneo che si è giocato a Košice in Slovacchia dal 9 al 15 giugno 2014 su campi in terra rossa e aveva un montepremi di 35 000 €+H.

## Partecipanti singolare

### Teste di serie
| Nazionalità          | Giocatore             | Ranking* | Testa di serie |
| -------------------- | --------------------- | -------- | -------------- |
| Austria              | Andreas Haider-Maurer | 104      | 1              |
| Argentina            | Facundo Argüello      | 114      | 2              |
| Romania              | Adrian Ungur          | 128      | 3              |
| Bosnia ed Erzegovina | Damir Džumhur         | 129      | 4              |
| Austria              | Gerald Melzer         | 140      | 5              |
| Slovacchia           | Andrej Martin         | 158      | 6              |
| Slovacchia           | Norbert Gombos        | 166      | 7              |
| Stati Uniti          | Wayne Odesnik         | 169      | 8              |

- Ranking al 2 maggio 2014.

### Altri partecipanti
Giocatori che hanno ricevuto una wild card:
- Marko Daniš
- Patrik Fabian
- Dominik Šproch
- Robin Staněk

Giocatori che sono passati dalle qualificazioni:
- Frank Dancevic
- Blazej Koniusz
- Michal Pažický
- Andriej Kapaś

## Partecipanti doppio

### Teste di serie
| Nazionalità | Giocatore         | Nazionalità   | Giocatore      | Ranking* | Testa di serie |
| ----------- | ----------------- | ------------- | -------------- | -------- | -------------- |
| Polonia     | Mateusz Kowalczyk | Nuova Zelanda | Artem Sitak    | 234      | 1              |
| Austria     | Sebastian Bader   | Austria       | Gerald Melzer  | 433      | 2              |
| Argentina   | Facundo Argüello  | Uruguay       | Ariel Behar    | 461      | 3              |
| Polonia     | Andriej Kapaś     | Polonia       | Błażej Koniusz | 484      | 4              |

- Ranking al giugno 2014.

### Altri partecipanti
Coppie che hanno ricevuto una wild card:
- Marko Daniš /  Patrik Fabian
- Filip Havaj  /  Juraj Šimčák
- Michal Pažický /  Dominik Šproch

## Vincitori

### Singolare
Frank Dancevic ha battuto in finale  Norbert Gombos con il punteggio di 6–2, 3–6, 6–2

### Doppio
Facundo Argüello /  Ariel Behar hanno battuto in finale  Andriej Kapaś /  Błażej Koniusz con il punteggio di 6–4, 7–64